# Destylacja wielostopniowa
Destylacja wielostopniowa (destylacja wielokrotna) – rzadko stosowany proces destylacji, polegający na kilkakrotnym powtórzeniu destylacji równowagowej lub prostej. Prowadzony jest w ten sposób, że destylat lub frakcja z jednego stopnia są kierowane na kolejny stopień jako roztwór do destylacji (roztwór surowy, surówka). Są przenoszone do następnej  kolby destylacyjnej lub kierowane do następnego kotła. Ułatwia to wyodrębnienie określonych związków z ich mieszanin. 
Wielokrotne przenoszenie destylatu do kolejnych kotłów pozwala uzyskać końcowy destylat, który jest dużo bardziej wzbogacony w składnik bardziej lotny (np. B w układzie A+B), jednak jego ilość jest mała. Wydajność procesu jest tym mniejsza, im więcej zastosowano stopni destylacji, w celu uzyskania czystego produktu. Z każdego ze stopni jest odprowadzana ”ciecz wyczerpana”, w której zawartość składnika B zwiększa się ze stopnia na stopień. 
Aby poprawić efektywność wyodrębniania związku B w całym zestawie ciecz wyczerpaną z wszystkich kotłów (poza pierwszym) zawraca się do kotłów poprzednich (skład cieczy wyczerpanej z kotła n jest zwykle zbliżony do składu destylatu n-1). Uzyskuje się w ten sposób przepływ obu strumieni – cieczy i pary – w przeciwnych kierunkach. Jeżeli kotły są ustawione na coraz większej wysokości (schodkowo), przeciwprądowy przepływ jest samoczynny. Ciecz wyczerpana jest odprowadzana tylko z najniższego kotła zestawu destylatorów, a destylat – z najwyższego. Surówkę wprowadza się do jednego ze środkowych kotłów zestawu, dzięki czemu ilość składnika lotniejszego, która jest odprowadzana z cieczą wyczerpaną, jest mniejsza.
Działanie opisanego zestawu do destylacji wielostopniowej wymaga dostarczania dużych ilości energii, potrzebnej do skroplenia kolejnych destylatów i ogrzewania cieczy w kolejnych kotłach. Optymalizację układu osiąga się kierując parę z każdego kotła n wprost do kotła n+1. Para przenosi strumień ciepła, potrzebnego do destylacji w wyższym kotle. W tak skonstruowanym zestawie destylatorów nagrzewnica jest instalowana tylko w najniższym kotle, a chłodnica – tylko za kotłem najwyższym.
Zamiast destylacji wielostopniowej, prowadzonej w zestawach odrębnych destylatorów, stosuje się zwykle analogiczny proces rektyfikacji, prowadzony z użyciem kolumn rektyfikacyjnych o różnej konstrukcji.

Destylacja wielostopniowa. Przykład połączenia trzech instalacji do destylacji równowagowej
Destylacja wielostopniowa. Przykład połączenia czterech instalacji do destylacji równowagowej w system przeciwprądowy
Destylacja wielostopniowa. Przykład połączenia czterech instalacji do destylacji równowagowej w zoptymalizowany system przeciwprądowy
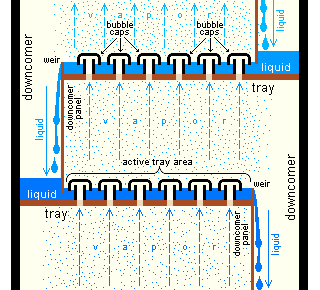
Destylacja wielostopniowa. Jeden z typów półek przemysłowej kolumny rektyfikacyjnej